# Frente a frente II (álbum)
Frente a frente II es el vigésimo noveno álbum de estudio del cantante Juan Gabriel y el séptimo junto a Rocío Dúrcal. Fue publicado en 1985 bajo el sello de BMG Ariola. Forma parte de la lista de los 100 discos que debes tener antes del fin del mundo, publicada en 2012 por Sony Music.

## Lista de canciones
Todos los temas escritos por Juan Gabriel
1. Te quiero mucho mucho - Rocío Dúrcal y Juan Gabriel
2. No vale la pena - Juan Gabriel
3. Diferentes - Rocío Dúrcal
4. Insensible - Juan Gabriel
5. Olvidémonos - Rocío Dúrcal
6. Tengo que olvidar - Juan Gabriel
7. Una oración - Rocío Dúrcal
8. Todo - Juan Gabriel
9. Solo Tuya - Rocío Dúrcal
10. Noche a noche - Juan Gabriel
11. Lágrimas y lluvia - Rocío Dúrcal
12. Tu me dijiste adiós - Juan Gabriel
13. Te voy a olvidar - Rocío Dúrcal
14. La farsante - Juan Gabriel